# Angivaren (seriealbum)
Angivaren (Chasseur de primes) är ett Lucky Luke-album från 1972. Det är det 39:e albumet i ordningen, och har nummer 17 i den svenska utgivningen.

## Handling
Hästuppfödaren Bronco Fortworths misstänker att cheyenneindianen Tea Spoon har stulit hans favorithäst, Lord Washmouth III, och utlyser en belöning på $100.000 för den som hjälper till att få honom hängd. Prisjägaren Elliot Belt (vars utseende är en karikatyr av karaktärsskådespelaren Lee Van Cleef) ser chansen att göra sitt livs klipp, och är beredd att gå över lik för att hitta den misstänkte. Lucky Luke, å andra sidan, misstänker att Tea Spoon är oskyldig, och är fast besluten att hitta honom innan Belt, för att på så sätt förhindra att en oskyldig avrättas.

## Svensk utgivning
- Morris; Goscinny, René, (översättare: Kåre Persson) (1975). Angivaren. Lucky Lukes äventyr: 17. Stockholm: Albert Bonniers förlag. Libris 7144311. ISBN 91-0-039256-1
- Andra upplagan, 1980, och tredje upplagan, 1988, Bonniers Juniorförlag. ISBN 91-48-39256-1
- Fjärde upplagan, 2003, Egmont Serieförlaget. ISBN 91-7269-375-4
- I Lucky Luke – Den kompletta samlingen ingår albumet i "Lucky Luke 1971-1973". Libris 10080734. ISBN 91-7134-236-2
- Den svenska utgåvan trycktes även som nummer 93b i Tintins äventyrsklubb (1991). Libris 7674116. ISBN 91-7904-287-2